# ألبرت أدريان
ألبرت أدريان (بالإسبانية: Albert Adrià Acosta)‏ هو طباخ إسباني، ولد في 20 أكتوبر 1969 في لوسبيتاليت دي يوبريغات في إسبانيا.